# Соломин, Николай Николаевич
Никола́й Никола́евич Соло́мин (р. 18 октября 1940, Москва, СССР) — советский и российский живописец, педагог, профессор. Художественный руководитель СВХ имени М. Б. Грекова (1989—1997).
Академик РАХ (2007; член-корреспондент 2001). Народный художник РСФСР (1991). Лауреат Государственной премии РСФСР в области архитектуры (1981). 

## Биография
Родился 18 октября 1940 года в Москве, в семье народного художника РСФСР Н. К. Соломина. Учился в МСХШ.
В 1959—1969 годах учился в МГАХИ имени В. И. Сурикова (мастерская профессора В. Г. Цыплакова).
В 1969 году, вместе со своим однокурсником, впоследствии народным художником РФ, В. Б. Таутиевым поступил на работу в СВХ имени М. Б. Грекова.
В 1995—2000 годах — выполнял росписи восстановленного Храма Христа Спасителя в Москве.
С 2005 года руководитель персональной мастерской батальной живописи в МГАХИ имени В. И. Сурикова. Полковник ВС СССР.

## Наиболее известные работы
- Диорама «Установление Советской власти в городе Вятке» (совместно с А. И. Интезаровым, 1977)
- Первый парад (1972)

## Награды
- орден Дружбы народов (17.8.1989) — за заслуги в укреплении культурных связей с Республикой Афганистан[1]
- Государственная премия РСФСР в области архитектуры (1981) — за архитектурно-художественное решение диорамы в Кирове «Установление Советской власти в городе Вятке»
- народный художник РСФСР (1991)
- заслуженный художник РСФСР
- Золотая медаль имени М. Б. Грекова (1979)

## Семья
Женат, имеет двух дочерей.